# Trichaitophorus recurvispinus
Trichaitophorus recurvispinus är en insektsart som beskrevs av Hille Ris Lambers och A.N. Basu 1966. Trichaitophorus recurvispinus ingår i släktet Trichaitophorus och familjen långrörsbladlöss. Inga underarter finns listade i Catalogue of Life.